# Ду Бојс (Небраска)
Ду Бојс (енгл. Du Bois) град је у америчкој савезној држави Небраска.

## Демографија
По попису из 2010. године број становника је 147, што је 19 (-11,4%) становника мање него 2000. године.
| Група             | 2000.       | 2010.       |
| Белци             | 163 (98,2%) | 136 (92,5%) |
| Афроамериканци    | 0 (0,0%)    | 0 (0,0%)    |
| Азијати           | 0 (0,0%)    | 0 (0,0%)    |
| Хиспаноамериканци | 0 (0,0%)    | 6 (4,1%)    |
| Укупно            | 166         | 147         |